# James Headlam-Morley
Sir James Wycliffe Headlam-Morley (* 24. Dezember 1863 in Durham; † 6. September 1929) war ein britischer Historiker, der als Berater bei der Pariser Friedenskonferenz mitgearbeitet hat. Seinen Namen änderte er 1918 in James Headlam-Morley, um das Testament seines Cousins George Morley zu erfüllen.

## Familie
Er war der zweite Sohn des Vikars von Whorlton, Arthur William Headlam (1826–1908) und dessen erster Ehefrau Agnes Favell. Sein Bruder war Arthur Cayles Headlam, diese wurde ein bekannter Theologe und Bischof von Gloucester. Seine Frau, Else Sonntag von Lüneburg, lernte er in Deutschland kennen. Die beiden heirateten 1893 und hatten eine Tochter mit dem Namen Agnes.

## Biografie
Er wurde in Durham geboren und studierte in Eton sowie am King’s College in Cambridge. Während seines Studiums besuchte er auch die Universitäten in Göttingen und Berlin. Dort studierte er unter Heinrich von Treitschke und Hans Delbrück.
Von 1894 bis 1900 war er Professor für Griechisch und Alte Geschichte am Queens’ College. 1902 begann er als ein temporärer Inspektor für Sekundärschulen zu arbeiten. 1903 fing er an, kritische Berichte über die Schulen zu verfassen, die er besucht hatte, und 1904 wurde er festangestellter Inspektor.
Im Jahre 1914 erreichte ihn eine Einladung des Premierministers, er sollte ein Mitglied einer Propagandaeinheit aus Intellektuellen werden. Diese Gruppe arbeitete unter verschiedenen Namen bis 1918. Durch Charles Hardinge wurde diese Gruppe ein Teil des Foreign Office, es entstand das Political Intelligence Department (PID). James Haedlem-Morley wurde Assistant Director. Bis zu seinem Tode war er in diesem Department tätig.
1919 wurde er Mitglied der Friedenskonferenz in Paris, zusammen mit Alfred Zimmern, Lewis Namier, Arnold Toynbee, Edwyn Bevan, E. H. Carr, H. W. C. Davies, H. J. Paton, F. M. Powicke, R. W. Seton-Watson und Charles Webster. Innerhalb dieser Konferenz wurde er von Lloyd George damit beauftragt, eine Lösung für die Streitfragen um Danzig und des Saargebietes zu finden.
Von 1919 bis zu seinem Ruhestand 1928 verfasste er eine große Menge von Büchern, Essays und Artikeln. Er schrieb sowohl für die Times als auch für die Times Literary Supplement Leitartikel, insbesondere zu den Themenbereichen Kriegsorganisationen, Kriegsschuld und Friedensverhandlungen. Allerdings wurden diese Berichte nicht von ihm unterzeichnet, da er nicht wollte, dass die Bevölkerung erfuhr, dass ein Mitglied des Außenministeriums die Meinungsartikel in der Tageszeitung schrieb. Seine Arbeit fungierte als Verbindung zwischen der Regierung, dem Journalismus und der Wissenschaft.

## Veröffentlichungen (Auswahl)
- Election at Athens, veröffentlicht 1891[12]
- Biography of Bismark, veröffentlicht 1899[13]
- The History of Twelce Days 1915[14]
- A History of the Paece Conference of Paris[15]
- The German Chancellor and the Outbreak of War, 1917[16]
- A Memoir of the Paris Peace Conference 1919, Gesammelte Notizen, Briefe und Tagebucheinträge, welche seine Tochter, Agnes Headlam-Morley, zusammen mit Russel Bryant und Anna Cienciala gesammelt und im Jahre 1972 veröffentlicht hat. In dieser Sammlung befinden sich auch Briefe, die James Headlam-Morley an Philip Kerr geschrieben hatte. Diesen hatte er bei der Entscheidung über Danzig um Rat gefragt.[17]

Reviews
- E.J. Dillon’s The Peace Conference[18]
- John Maynard Keynes’ The Economic Consequences of the Peace[19]

Artikel
- British Foreign Policy, TLS [führender Artikel], No. 1064, 8. Juni 1922, S. 369[20]
- Diplomacy – Old an New, TLS, [führender Artikel], No. 1086, 9. November 1922, S. 713[21]